# Kscope
Kscope ist ein britisches Independent-Label aus London.

## Geschichte
Im Zuge des verstärkten Aufkommens neuer Artrock-, Progressive-Rock- und Post-Rock-Bands Anfang des 21. Jahrhunderts gründete Snapper Music, Eigentümer u. a. von Peaceville Records, Kscope im Mai 2008 als Label für experimentelle und eklektische Rockmusik.

## Bands
Folgende Musiker und Bands veröffentlichen oder veröffentlichten über das Label:
- Amplifier
- Anathema
- The Anchoress
- Ian Anderson
- Anekdoten
- Blackfield
- Crippled Black Phoenix
- Paul Draper
- Engineers
- Gazpacho
- Gavin Harrison & 05Ric
- Henry Fool
- Steve Hogarth & Richard Barbieri
- iamthemorning
- Mick Karn
- Katatonia
- Leafblade
- Lunatic Soul
- Mothlite
- No-Man
- Nordic Giants
- North Atlantic Oscillation
- Nosound
- Old Fire
- The Pineapple Thief
- Porcupine Tree
- The Receiver
- Sand
- Se Delan
- Bruce Soord & Jonas Renkse
- Sweet Billy Pilgrim
- TesseracT
- Ulver
- Steven Wilson
- Wisdom of Crowds
- White Moth Black Butterfly